# Campeonato Brasileño de Fútbol Femenino - Serie A2
El Campeonato Brasileño de Fútbol Femenino - Serie A2, también llamado Brasileirão Femenino - Serie A2 es una competición brasileña de fútbol femenino profesional entre clubes de Brasil que comenzó a ser disputada en 2017. Es la Segunda División del Campeonato Brasileño de Fútbol Femenino.
Los cuatro mejores equipos ascienden a la Serie A1 y los cuatro peores descienden a la Serie A3.

## Palmarés
| Año  | Campeón             | Final Resultado    | Subcampeón           |
| ---- | ------------------- | ------------------ | -------------------- |
| 2017 | Pinheirense         | 2:1 0:1 (g.v.)     | Portuguesa - SP      |
| 2018 | Minas Brasília      | 2:2 0:0 (4-3 pen.) | Vitória              |
| 2019 | São Paulo           | 4:0 1:1            | Cruzeiro             |
| 2020 | Napoli              | 2:1                | Botafogo             |
| 2021 | Red Bull Bragantino | 0:0 (4-2 pen.)     | Atlético Mineiro     |
| 2022 | Ceará               | 0:2 2:0 (3-1 pen.) | Athletico Paranaense |
| 2023 | Red Bull Bragantino | 3:0 1:0            | Fluminense           |
| 2024 | Bahia               | 0:0 2:1            | 3B da Amazônia       |

## Títulos por equipo
| Club                 | Títulos | Subtítulos | Años campeón | Años subcampeón |
| -------------------- | ------- | ---------- | ------------ | --------------- |
| Red Bull Bragantino  | 2       | 0          | 2021, 2023   | ----            |
| Pinheirense          | 1       | 0          | 2017         | ----            |
| São Paulo            | 1       | 0          | 2019         | ----            |
| Minas Brasília       | 1       | 0          | 2018         | ----            |
| Napoli               | 1       | 0          | 2020         | ----            |
| Ceará                | 1       | 0          | 2022         | ----            |
| Bahia                | 1       | 0          | 2024         | ----            |
| Portuguesa           | 0       | 1          | ----         | 2017            |
| Vitória              | 0       | 1          | ----         | 2018            |
| Cruzeiro             | 0       | 1          | ----         | 2019            |
| Botafogo             | 0       | 1          | ----         | 2020            |
| Fluminense           | 0       | 1          | ----         | 2023            |
| Atlético Mineiro     | 0       | 1          | ----         | 2021            |
| Athletico Paranaense | 0       | 1          | ----         | 2022            |
| 3B da Amazônia       | 0       | 1          | ----         | 2024            |

### Títulos por estado
| Estado           | Títulos | Subtítulos |
| ---------------- | ------- | ---------- |
| São Paulo        | 3       | 1          |
| Bahía            | 1       | 1          |
| Santa Catarina   | 1       | 0          |
| Pará             | 1       | 0          |
| Ceará            | 1       | 0          |
| Distrito Federal | 1       | 0          |
| Minas Gerais     | 0       | 2          |
| Río de Janeiro   | 0       | 2          |
| Paraná           | 0       | 1          |
| Amazonas         | 0       | 1          |

## Goleadoras
| Año  | Jugadora          | Club                   | Goles |
| ---- | ----------------- | ---------------------- | ----- |
| 2017 | Valéria Irley     | Tiradentes Pinheirense | 10    |
| 2018 | Luana Spindler    | 3B da Amazônia         | 12    |
| 2019 | Karina Carla      | Grêmio SE Palmeiras    | 14    |
| 2020 | Evelyn            | Bahia                  | 11    |
| 2021 | Ariel             | Red Bull Bragantino    | 11    |
| 2022 | Michele           | Ceará                  | 7     |
| 2023 | Paulina Gramaglia | Red Bull Bragantino    | 10    |
| 2024 | Bea               | Fortaleza              | 10    |

## Ascensos y descensos por año
| Año  | Descendidos de la Serie A1                                   | Ascendidos a la Serie A1                            |
| ---- | ------------------------------------------------------------ | --------------------------------------------------- |
| 2017 | Grêmio Vitória                                               | Pinheirense Portuguesa                              |
| 2018 | Pinheirense Portuguesa                                       | Minas Brasília Vitória Internacional                |
| 2019 | Vitória das Tabocas Foz Cataratas São Francisco Sport Recife | Cruzeiro São Paulo Palmeiras Grêmio                 |
| 2020 | Iranduba Audax Ponte Preta Vitória                           | Napoli Botafogo Bahia Real Brasília                 |
| 2021 | Napoli Botafogo Bahia Real Brasília                          | Atlético Mineiro Red Bull Bragantino CRESSPOM ESMAC |
| 2022 | Ceará Athletico Paranaense Bahia Real Ariquemes              | São José ESMAC Red Bull Bragantino CRESSPOM         |
| 2023 | Bahia Athletico Paranaense Real Ariquemes Ceara              | Red Bull Bragantino Fluminense Botafogo América-MG  |
| 2024 | Botafogo Santos Avaí/Kindermann Atlético Mineiro             | Bahia 3B da Amazônia Juventude Sport Recife         |